# Шеню, Жан-Люк
Жан-Люк Шеню (фр. Jean-Luc Chenut) — французский политик, член Социалистической партии, президент Совета департамента Иль и Вилен.

## Биография
Родился 29 апреля 1960 г. в городе Ван (департамент Морбиан). Окончил Университет Ренн II.
С 1995 по 2001 годы был членом совета коммуны Фен, в 2001 году был избран мэром коммуны Ле-Рё. В 2008 году одержал победу на выборах в Генеральный совет департамента Иль и Вилен от кантона Мордель. В марте 2015 года в паре с Армель Биллар выиграл выборы в Совет департамента Иль и Вилен  в кантоне Ле-Рё.
На первом заседании Совета 2 апреля 2015 года был избран его президентом, сменив Жан-Ива Туренна, возглавлявшего Генеральный совет департамента Иль и Вилен с 2004 года и решившего не баллотироваться в Совет департамента. После этого он ушел в отставку с поста мэра Ле-Рё. 

## Занимаемые выборные должности
03.1995 — 03.2001 — мэр коммуны Фен 

03.2001 — 11.04.2015 — мэр коммуны Ле-Рё 

03.2008 — 29.03.2015 — член генерального совета департамента Иль и Вилен от кантона Мордель 

с 29.03.2015 — член Совета департамента Иль и Вилен от кантона Ле-Рё

с 02.04.2015 — президент Совета департамента Иль и Вилен